# Jean Félix-Tchicaya
Pour les articles homonymes, voir Tchicaya.
Jean Félix-Tchicaya, né le 9 novembre 1903 à Libreville, mort le 16 janvier 1961 à Pointe-Noire, est un homme politique de l'actuelle république du Congo.
Il est avec Jacques Opangault, Robert Stéphane Tchitchelle et Fulbert Youlou, l'un des pères fondateurs de la république congolaise.
Jean Félix-Tchicaya est le premier parlementaire du Moyen-Congo et du Gabon à l’Assemblée constituante Française. Il est également le fondateur de la première formation politique de l’histoire du Congo, à savoir le Parti progressiste congolais (PPC) et de la première association culturelle du Moyen-Congo dénommée « l’Harmonie de Pointe-Noire ».

## Biographie

### Famille

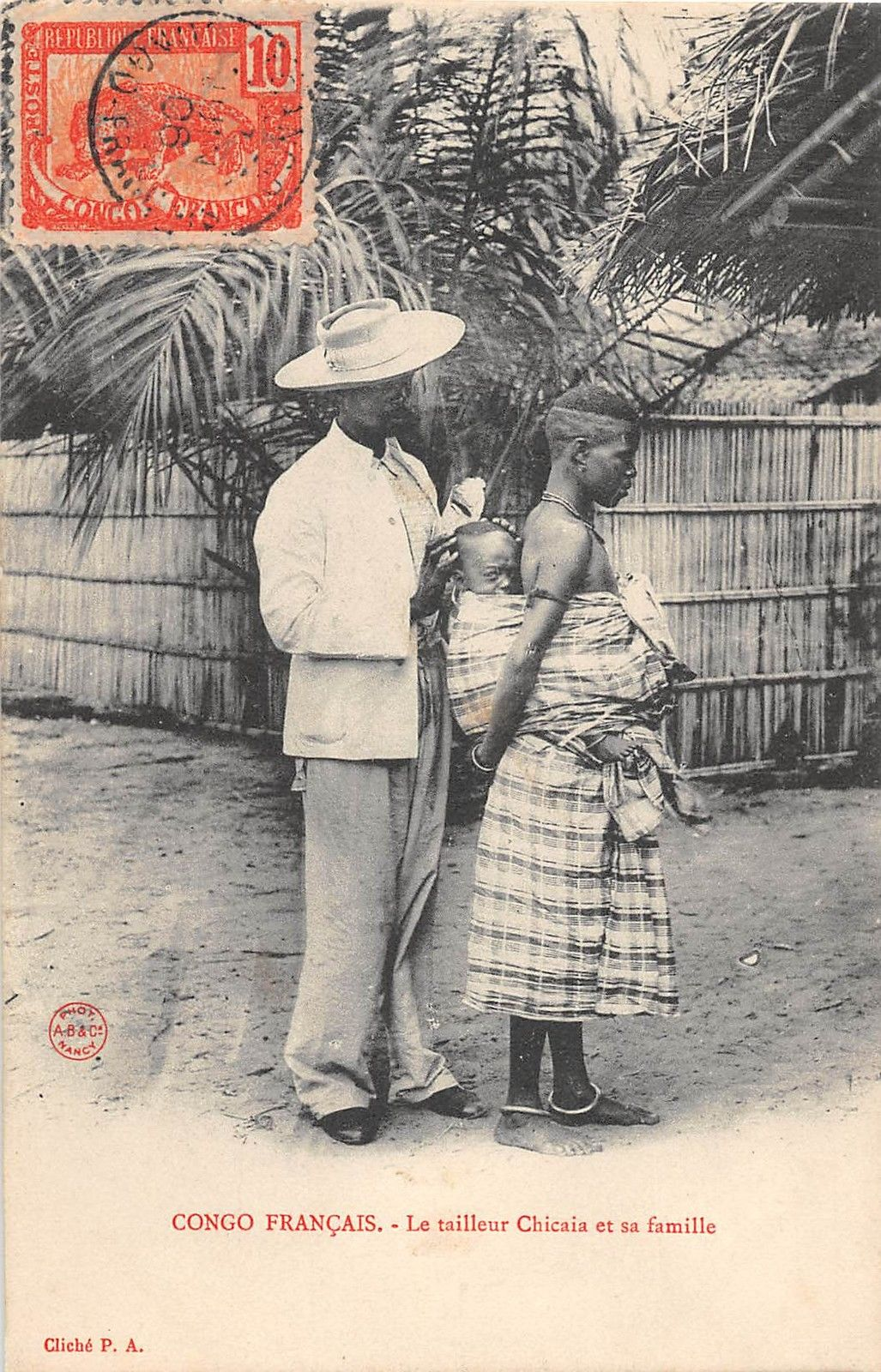
Congo Français - Le tailleur Makosso Tchicaya, son épouse Marie-Antoinette Ngouamba et leur fils André Tchicaya frère aîné de Jean Félix-Tchicaya

Jean Félix-Tchicaya est né de Makosso Tchicaya et de Marie-Antoinette Ngouamba Portella. Il est le père du poète Tchicaya U Tam'si.
En 1900, Makosso Tchicaya – père de Jean Félix-Tchicaya –, tailleur employé auprès de Louis Portella Mbouyou, commerçant et notable de Loango très en vue à l'époque, décide d'exercer son savoir-faire d'abord à Libreville (Gabon), puis à Grand-Bassam (Côte d'Ivoire). C'est durant son séjour à Libreville que naît son fils Jean-Félix.
Très entreprenant, Louis Portella Mbouyou disposait, à Pointe-Noire, dans ce qu'on appelait la "Concession Portella", de plusieurs ateliers où il initiait des jeunes gens à la couture. Afin de développer ses affaires, une antenne a été ouverte à Libreville, alors nouvel eldorado où ses meilleurs apprentis-tailleurs étaient envoyés, puis à Conakry.
Ainsi, la fin du XIXe siècle. Makosso Tchicaya, le père de Jean Félix-Tchicaya, Louis Pouati, grand-oncle de Louis Portella Mbuyu, archevêque de Kinkala, et Marc Tchidimbo, le père de Raymond-Marie Tchidimbo (15 août 1920-26 mars 2011), premier évêque autochtone de Conakry en mai 1962 font partie de cette première génération formée par la concession.

### Nouveau patronyme
Étant donné que le nom de Tchicaya est très commun et répandu dans le Kouilou, notamment pour le différencier de son cousin Pierre Tchicaya de Boaempire, Jean-Félix Tchicaya va accoler un de ses prénoms à son nom, pour se différencier des autres et ainsi fonder, la nouvelle lignée des Félix-Tchicaya.

### Formation, carrière administrative et militaire
Le père de Jean Félix-Tchicaya meurt en 1913. Devenu très tôt orphelin, celui-ci est recueilli par son grand-père maternel, membre éminent du clan princier Vili des Boulolo. Il entreprend des études primaires d'abord à la mission catholique de Loango, puis de mars 1914 à octobre 1918 à l'école urbaine de Libreville, emmené par un enseignant métropolitain qui s'est pris d'affection pour lui.
En 1921, il est envoyé  à l’École normale d’instituteurs d’Aix-en-Provence dans les Bouches-du-Rhône, pour améliorer sa formation.
En 1924, lui et Hervé Mapako-Gnali, père de Mambou Aimée Gnali, deviennent les premiers instituteurs du Moyen-Congo au sortir de l'École normale William-Ponty sur l’île de Gorée au Sénégal. Tout comme Houphouet-Boigny, il y sera un ancien élève d'Amadou Lamine-Gueye en classe de mathématiques.
Exerçant tour à tour les métiers d'instituteur , d'écrivain dans l'administration coloniale et de commis de finance (affecté au magasin de ravitaillement de la main d’œuvre du chemin de fer Congo-Océan jusqu’à la fin du chantier), et bien qu'étant chargé de famille (il élèvera ses quatre enfants et les six enfants de son unique frère André, dit Doé, décédé à Léopoldville dans les années 1950), il est mobilisé dans l'armée française en 1939, puis dans les Forces françaises libres en 1943. Il rejoint Alger en 1944 et reçoit d'ailleurs le grade de sergent et la médaille de la France libre.

### Carrière politique

#### L'Harmonie de Pointe-Noire
Jean-Felix Tchicaya fonde le groupe musical et social appelé «l'Harmonie de Pointe-Noire» et co-rédige des pétitions revendiquant l'amélioration des droits des autochtones instruits selon les normes occidentales.
Parmi ses succès, figurent la liberation et la restauration au trône du Ma-Loango Moe Kata Matou qui a régné sous le nom de Moe Poaty II ou N'Gangue M'Voumbe Tchiboukili, le souverain traditionnel du Royaume de Loango. Ce souverain monta sur le trône en 1923 et fut déposé en 1926 par l'administration coloniale pour avoir rétabli le poison d'épreuve (Bikalu en langue Vili). Le remplacement du fonctionnaire Français dont les politiques ont été considérées comme préjudiciables à la population locale a été un autre succès de Tchicaya.
Dans le sillage de la victoire électorale du Front populaire communiste-socialiste en France en 1936, Tchicaya a eu la capacité organisationnelle et les réseaux pour tirer parti des réformes douces arrivant en Afrique Équatoriale Française. Son gouverneur général Joseph-François Reste, a mis en place un Conseil d'administration avec certains postes réservés aux représentants élus africains.
En 1937 et 1939, Tchicaya a dirigé la campagne victorieuse de Louis Oliveira, un métis congolo-portugais. Cela a été l'occasion d'une première entrée de l'élite autochtone en politique, bien que ce conseil n'ait pas de réel pouvoir face à l'administration coloniale.

#### Première élection à l'Assemblée nationale constituante
Au sortir de la Seconde Guerre mondiale, la France est exsangue. Elle met en place, grâce à une Assemblée Constituante, de nouvelles institutions pour relancer l'activité politique du pays. La représentativité de la France est alors étendue aux territoires d'Outre-Mer comme l'AEF, dont les autochtones ont la possibilité d'élire des représentants. Alors que les vieilles colonies comme les Antilles élisent leurs députés au suffrage universel, l'AEF et l'AOF. disposent de deux collèges électoraux distincts: le premier réservé aux citoyens métropolitains et le second aux autochtones, non citoyens. Le Gabon et le Moyen-Congo, à cause de leur faible population, constituent une seule circonscription électorale pour l'élection d'un député pour ce second collège.
En instance d'être démobilisé, alors qu'il se trouve au ministère de la guerre, Jean Félix-Tchicaya est contacté par les notables de Pointe-Noire, par télégramme, afin de faire acte de candidature pour le territoire du Gabon-Moyen-Congo.
Le 7 décembre 1945, après un second tour, Jean Félix-Tchicaya est élu membre de l'assemblée, devançant Jean-Hilaire Aubame, Jacques Opangault, Issembé et François-Moussa Simon.

#### Le parti progressiste congolais

##### Fondation du parti
En 1946, Jean Félix-Tchicaya, grand pourfendeur du colonialisme à l’Assemblée nationale française, où il siège pendant toute la IVe République, fonde son parti le PPC (Parti progressiste congolais), section congolaise du Rassemblement démocratique africain (RDA),, proche du Parti communiste français, en compagnie de jeunes cadres comme Emmanuel Damongo-Dadet, Joseph Pouabou ou Robert Stéphane Tchitchelle. Ce dernier, bras droit du fondateur, sera le principal animateur du parti à Pointe-Noire et au Kouilou. Il rallie autour de lui tous les cheminots du CFCO (Chemin de fer Congo-Océan).
Jean Felix-Tchicaya est le vice-président du Comité de coordination du tout récent Rassemblement démocratique africain (RDA) de son ami Félix Houphouët-Boigny.
Le talisman du parti était le léopard en référence à l'appartenance de Tchicaya à la famille régnante du Royaume de Loango.

##### Scission du parti et fin de règne
En novembre 1955, à l'issue de la session budgétaire de l'Assemblée territoriale, une dissidence apparait au sein du PPC. Au cours d'un conciliabule qui se tient à Pointe-Noire, en présence du leader Tchicaya, dans le domaine de Mpita de Germain Bicoumat, plusieurs conseillers territoriaux démissionnent du parti. Ils reprochent à Tchicaya son manque de concertation dans certaines décisions (nomination des élus aux postes de responsabilité, le désapparentement du PPC au RDA à la suite de l'adhésion de Youlou).
Il s'agit des élus du Niari: Simon-Pierre Kikhounga-Ngot, Auguste Nzoungou, Raymond Ango; des élus du Pool: Prosper Decorad, Louis Vouama, Toundé Néré, Jean Maniaki, Nicolas Bakala et de l'élu du Kouilou: Robert Stéphane Tchitchelle.
Tchitchellé rejoint l'abbé Fulbert Youlou pour fonder l'UDDIA (Union démocratique pour la défense des intérêts africains). Ce dernier parti, en mobilisant politiquement les Laris, prend le leadership politique sur le PPC. et permet, à Stéphane Tchitchelle de devenir le premier maire autochtone de Pointe-Noire, avant d'occuper par la suite plusieurs postes ministériels.
Tous ces évènements vont marquer l'éclipse de Jean Félix-Tchicaya et de son parti le PPC après plus de dix ans de règne sans discontinuer sur l'échiquier politique.

### Politique française au Congo
Le Congo-Brazzaville, dans ces années de décolonisation, est considéré comme l’une des lignes de front de la lutte anti-communiste en Afrique francophone. Paris veut à tout prix que le futur Congo indépendant ne soit pas tenu par les « Rouges », mais par un responsable politique ami. Paris avait aussi initialement espéré faire de Brazzaville le pivot de l’action française en Afrique centrale en direction du Congo-Kinshasa, parce que tous les complots qui visaient l’ex-Congo belge passaient par Brazzaville.
La France soucieuse également de maîtriser les aspirations émancipatrices dans ses colonies, utilise des agents secrets comme le Dahoméen Antoine Hazoume,,, cadre du PPC passé ensuite à l'UDDIA, ou encore le SDECE (services secrets français), pour approcher les responsables politiques congolais. Hazoume remplace son compatriote dahoméen Yves Marcos - greffier au Tribunal de Brazzaville - au poste de secrétaire général de la section locale du RDA au Moyen-Congo.
C'est également un agent des renseignements français traité par Maurice Robert [chef du département Afrique du SDECE], et il avait intégré l’équipe politique de Jean Mauricheau-Beaupré [chargé de mission au secrétariat général des Affaires africaines]. Les chefs d’État africains comme Fulbert Youlou, Félix Houphouët-Boigny ou Ngarta Tombalbaye lui faisaient confiance. C'est effectivement par son entremise que la France va favoriser à partir de 1956, la victoire de Youlou (action à l’échelle du territoire congolais), pour le mettre sur le même pied d’égalité que ses deux principaux rivaux Jean Félix-Tchicaya et Jacques Opangault. Ensuite, la France obtient l'adhésion de Youlou et celle de son parti au RDA (action à l’échelle africaine) au début de l'année 1958; concurrençant ainsi directement Tchicaya, qui se retire alors du RDA. Enfin, la France ouvre à Youlou les portes d’un univers normalement réservé aux seuls députés africains (action à l’échelle française) en l’occurrence à Tchicaya.
En fait, en 1952, le RDA initialement affilié au Parti communiste français s'allie désormais à l'Union démocratique et socialiste de la Résistance (USDR) animé à l'époque par René Pleven, le président du Conseil et son ministre de la France d’outre-mer, François Mitterrand. La base à l'échelon local a alors pour consigne d'appliquer ce "repli tactique" à la lettre sous peine de représailles de la part de l'administration locale dirigée majoritairement par des membres du Parti socialiste. Les membres du PPC qualifiés de communistes subissent des brimades de l'administration coloniale et l'hostilité de la majorité des agents de l'État (affiliés à la SFIO ou au RPF) afin de préserver leurs avantages.
Le Mouvement socialiste africain (MSA) de Jacques Opangault, émanation locale de la Section française internationale et ouvrière (SFIO) de Guy Mollet, remporte les élections de l'Assemblée territoriale de 1957. Cette majorité toute relative ne survit pas à la défection de Georges Yambot, député du Grand Niari, membre du Groupement pour le progrès économique et social (GPES) de Simon-Pierre Kikhounga-Ngot, faisant ainsi basculer le leadership du MSA vers l' UDDIA au sein de l’assemblée territoriale en novembre 1958. De sanglantes émeutes et des scènes de vandalisme éclatent à Brazzaville et à Pointe-Noire, principalement entre ressortissants des ethnies Lari et Mbochii. Cette période trouble va coïncider avec le transfert de la capitale du Moyen-Congo de Pointe-Noire vers Brazzaville. Ainsi, avec cette perte d'indépendance, une partie les décisions administratives, politiques et économiques concernant la ville de Pointe-Noire sont prises dorénavant à Brazzaville.

### Le parlementaire Tchicaya
Entre novembre 1945 et novembre 1946, au sein du gouvernement provisoire de la République française, le député socialiste Jean Félix-Tchicaya fait partie de la Commission de la France d'outre-mer. Il considère inacceptable le double collège, ce « système électoral injuste et dangereux » qui sépare les autochtones non-citoyens des citoyens métropolitains. Il souhaite la décentralisation des décisions économiques, le fractionnement des concessions trop vastes, la création à Bangui d'une filature de coton, ou encore l'augmentation du nombre de fonctionnaires indigènes afin d'atténuer la misère que révèle le déclin démographique du territoire. Il vote en faveur des deux projets de Constitution de 1946.
Lors de la première législature de la Quatrième république, il fait partie de la Commission de la marine marchande et des pêches et de la Commission des territoires d'outre-mer qui le désignera en 1949 au Comité directeur du Fonds d'investissement pour le développement économique et social (FIDES). Il regrette que les crédits de paiement de cet organime soient inférieurs aux autorisations de dépenses dans le cadre du développement de l'Afrique centrale. En 1951, lors d'une intervention à l'adresse de ses pairs parlementaires, il pointe du doigt les graves conséquences de la réduction des moyens du FIDES sur l'activité économique: inflation, manque de produits manufacturés. Il suggère la nécessité de renforcer la représentation des territoires africains au Conseil supérieur de la marine marchande et le développement de la marine de commerce à un niveau digne d'une grande nation de tradition colonisatrice.
La campagne pour la seconde législature est moins aisée. En effet, le 17 juin 1951, la formation gaulliste Rassemblement du peuple français (RPF), présente pour contrecarrer Jean Félix-Tchicaya, membre du groupe d'Union républicaine et résistante apparenté au groupe communiste la candidature de son cousin Pierre Tchicaya de Boempire. Alors que Jean Félix-Tchicaya se félicitait de l'abolition du travail forcé, le programme conservatiste blanc du RPF refusait en bloc le texte du Code du travail adopté récemment par les Assemblées métropolitaines, arguant que le développement économique de l'Afrique équatoriale en pâtirait. De plus, le RPF s'insurgeait ouvertement contre l'instauration d'un collège électoral unique dans les colonies.
Face à cette situation, le député sortant préfère jouer la carte de la modestie et de la modération :

« J'ai fait seulement œuvre d'homme de bonne volonté, attaché à la chose publique et sans cesse soucieux de combattre et de lutter pour tout ce qui apparaissait être juste, équitable, favorable à la paix et à la fraternité des hommes. Je n'ai pas cherché à avoir toujours raison mais à voir où était le vrai et le possible. »

— Jean Félix-Tchicaya, 
Il promet de développer la liberté et la fraternité qui évite à un peuple isolé d'être la proie des puissants.
Il est finalement réélu avec 23 213 voix soit 44,2 % des votants contre 55,1 % en novembre 1946. Il est membre de la Commission des moyens de communication et du tourisme, puis en 1953 de la Commission de la marine marchande et des pêches, et en 1955 de la Commission des immunités parlementaires. Il vote pour le traité instituant la Communauté européenne du charbon et de l'acier (CECA) en 1951, pour l'investiture d'Antoine Pinay le 6 mars 1952, pour la politique de Pierre Mendes-France, les Accords de Paris et ratifie les traités créant la Communauté économique européenne et la Communauté européenne de l'énergie atomique. Jean Félix-Tchicaya est toutefois hostile au projet de création d'une armée européenne ou Communauté européenne de défense (CED).
Mais ce qui préoccupe plus que tout le parlementaire Jean Félix-Tchicaya, c'est l'émancipation politique et économique de l'Afrique en général et du Moyen-Congo en particulier. Il propose les textes de loi suivants:
- Institution d'un collège unique dans les territoires d'outre-mer
- Évolution du statut de Pointe-Noire du statut de commune mixte à celui de commune de plein exercice
- Création d'une trentaine de communes de plein exercice et réorganisation de toute l'administration municipale d'Afrique noire en associant plus largement la population indigène dans sa gestion
- Souhaite la construction de l'usine hydroélectrique de Sounda (Kouilou), afin d'alimenter l'usine Pechiney de traitement du phosphate à Makola qui deviendra plus tard la Compagnie des potasses du Congo..

Jean Félix-Tchicaya réitère ses craintes concernant l'amenuisement des crédits du FIDES ; tout en comprenant les exigences d'équilibre budgétaire, il craint que le fonctionnement de cet organisme ne soit définitivement paralysé si le projet de vote à la majorité des deux tiers se substituait à celui du vote à la majorité absolue.
En 1956, lors de la troisième législature de Quatrième République, Jean Félix-Tchicaya est réélu sous l'étiquette du Parti progressiste congolais, par 45 976 voix, soit 29,7% des suffrages et talonné de près par ses deux adversaires, le socialiste Jacques Opangault qui obtient 43 193 voix et l'abbé Fulbert Youlou qui en obtient 41 084.
En mai 1958 il quitte le groupe parlementaire Union démocratique et socialiste de la Résistance et Rassemblement démocratique africain (UDSR-RDA) pour adhérer au parti du Regroupement africain et des fédéralistes, dont il deviendra vice-président. À l'Assemblée, il retrouve la Commission de la marine marchande et celle des immunités parlementaires et il est juge titulaire à la Haute cour de justice constitutionnelle.
Il continue à réaffirmer son attachement au collège unique.
Lors de sa dernière législature, son activité parlementaire est plus réduite que les précédentes, en partie pour des raisons de santé. Jean Félix-Tchicaya vote la confiance au gouvernement de Pierre Pflimlin et la révision constitutionnelle du 27 mai 1958. Le 1er juin 1958, il vote la confiance au général de Gaulle et le 2 juin 1958 les pleins pouvoirs et la révision constitutionnelle.

## Cession par le Moyen-Congo de Franceville au Gabon
Jean Félix-Tchicaya est souvent considéré comme celui qui aurait permis le rattachement de Franceville et de sa région au futur État gabonais. Selon Victor-Justin Sathoud, le condisciple de Tcicaya au sein du PPC, cette polémique aurait été montée de toutes pièces par l'administration coloniale afin de discréditer politiquement l'intéressé.
Ce serait en fait Marius Moutet, alors ministre de la France d'Outre-Mer, chargé des colonies qui aurait pris cette décision par décret. Le principal bénéficiaire de ce transfert était Barnier, député métropolitain gabonais du premier collège. En effet, en tant qu'exploitant forestier à Franceville, et représentant d'une société concessionnaire, il avait besoin des bras réputés vaillants des hommes de la forêt de la région de Franceville pour faire tourner son entreprise. D'autant plus qu'à cette époque, les machines agricoles étaient rares et n'étaient pas encore introduites dans la région. Pour ce faire, Barnier aurait purement et simplement demandé à Mottet de rattacher Franceville au département du Haut-Ogooué et au Gabon, pour qu’il puisse facilement disposer de cette main-d’œuvre habile pour les travaux forestiers et agricoles.
Cette version des faits nous donne une idée du poids tout relatif dont disposaient les parlementaires indigènes au sein de l'Assemblée constituante.

## Hommages
Dans la ville de Pointe-Noire, une école primaire, un collège d'enseignement général et un monument lui sont dédiés. Ce dernier se trouve au rond-point de Loandjili près de l’hôpital de même nom.

COMREL (Relation avec les communautés) - Travaux de rénovation de l'école primaire Jean Felix Tchicaya à Pointe-Noire par l'US Navy - 23 mars 2006
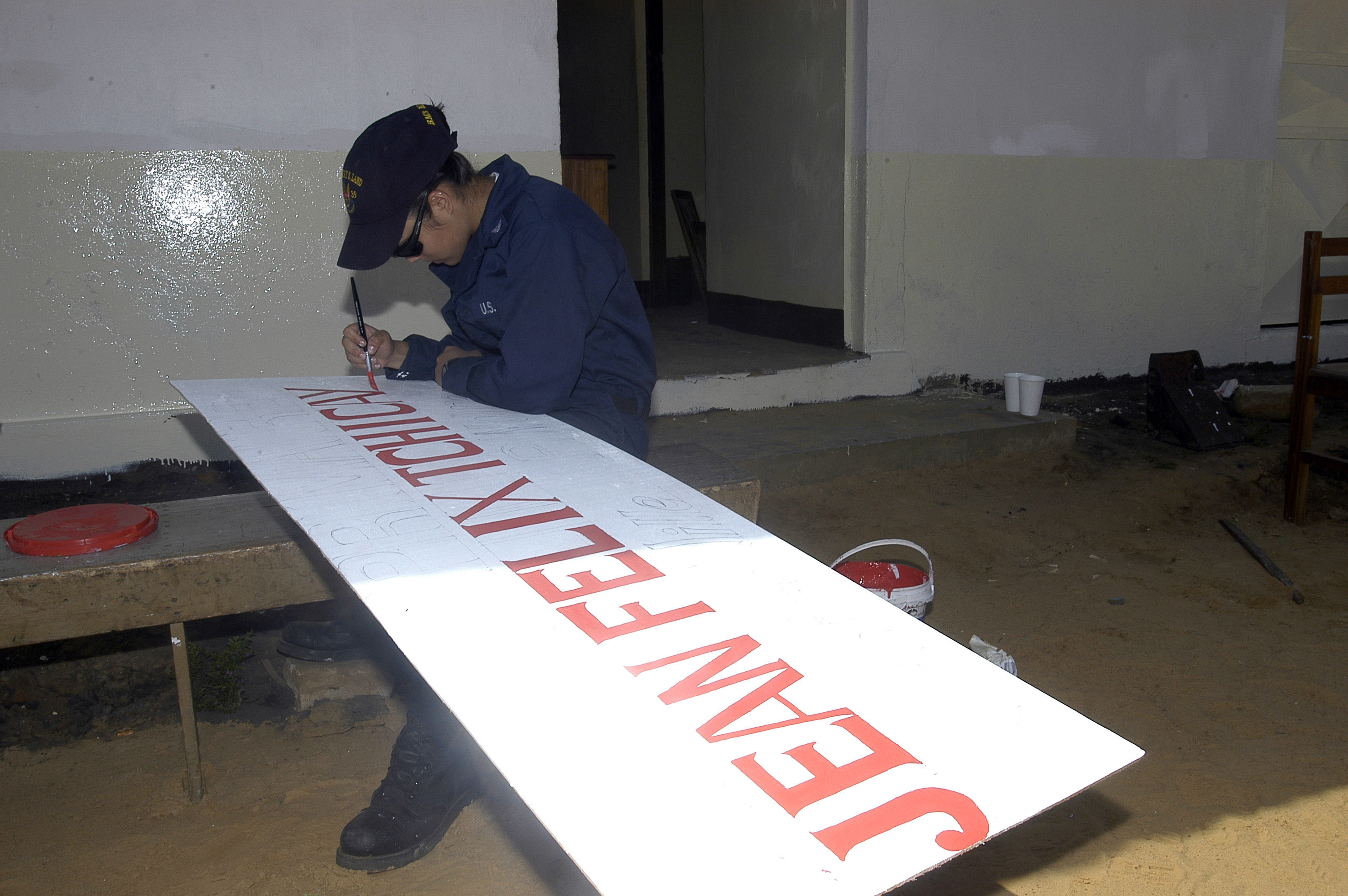
Une nouvelle enseigne pour l'école .
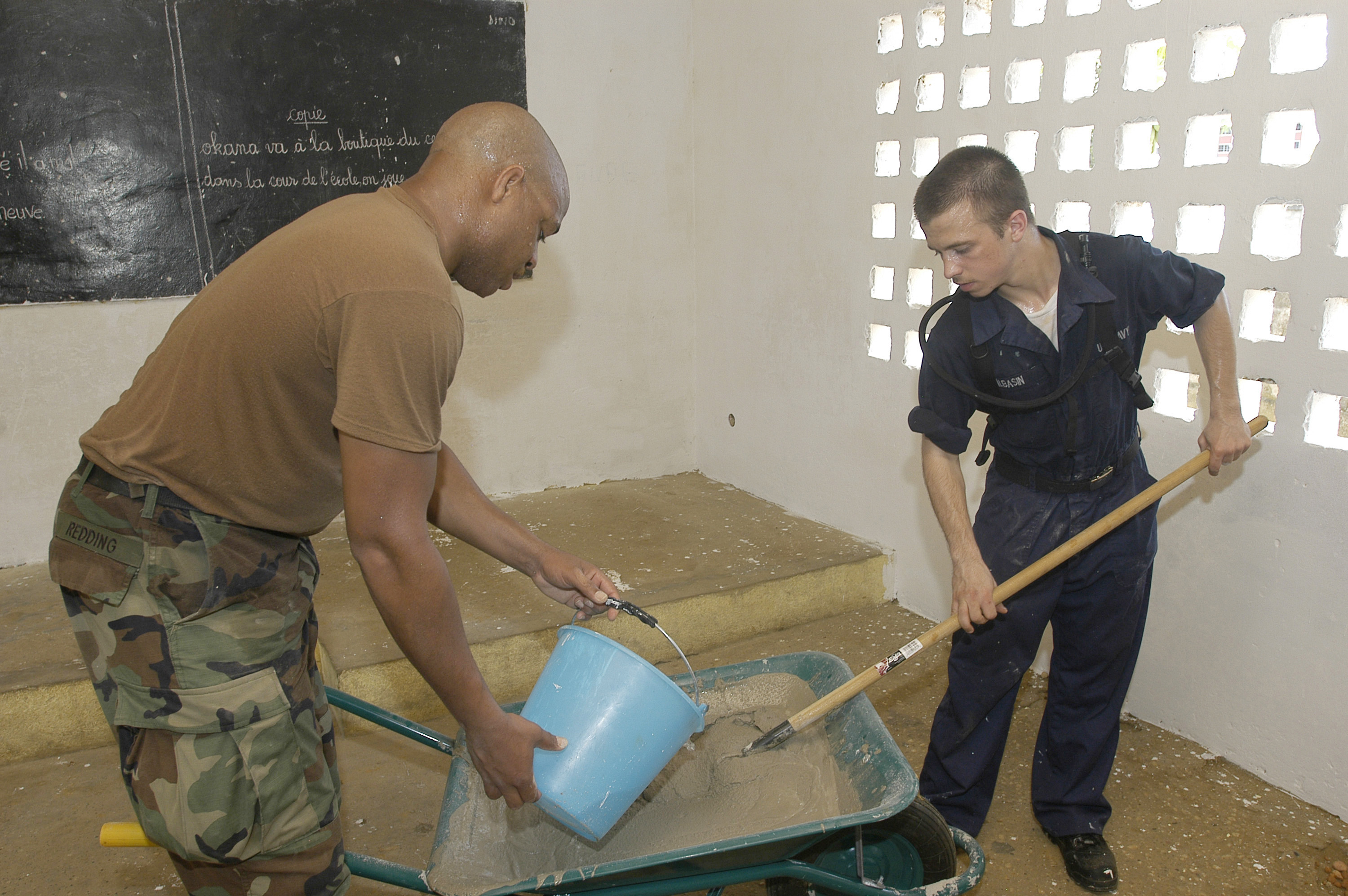
Mortier pour la réfection du sol.
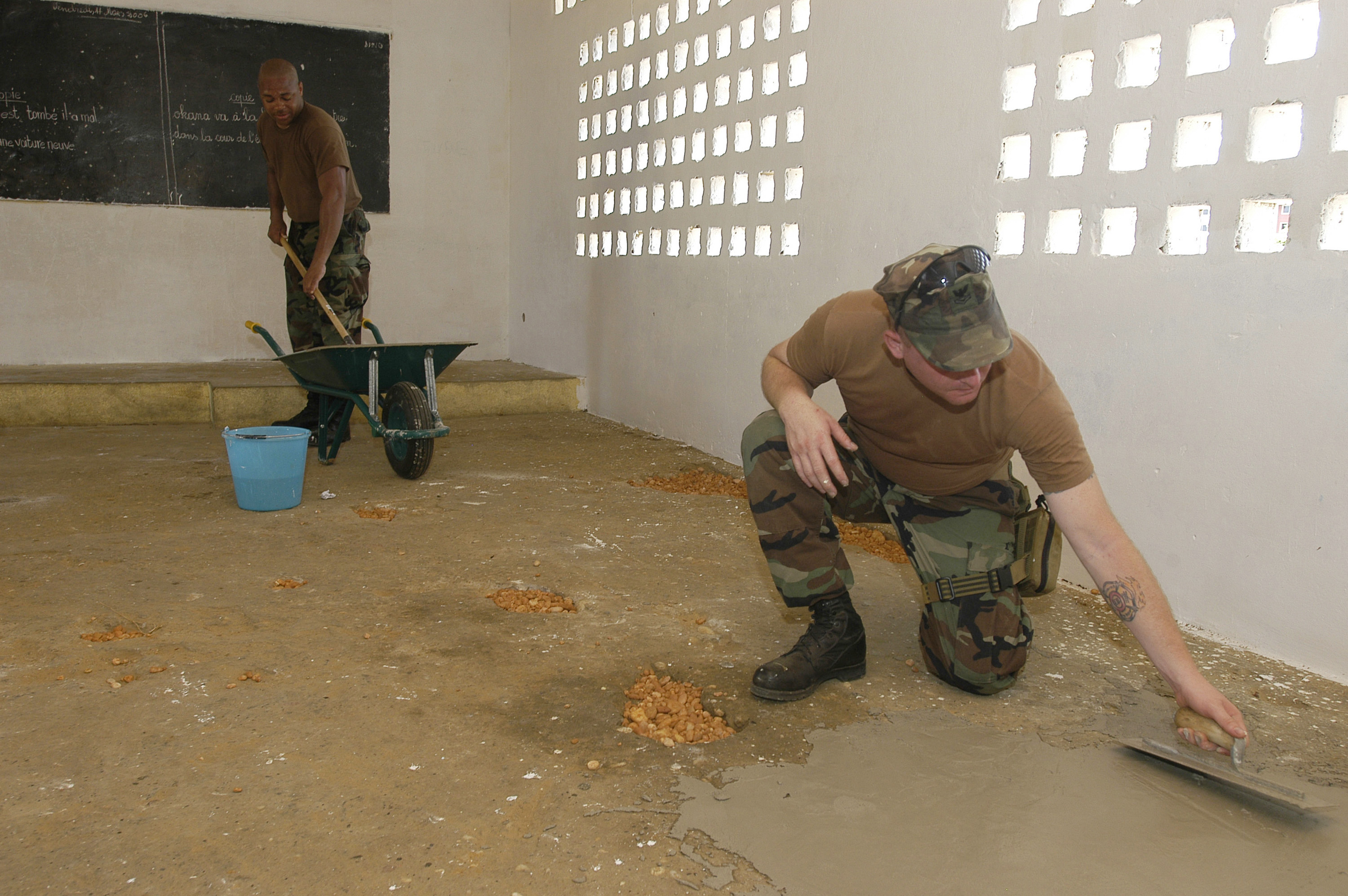
Mise à niveau et préparation du mortier.
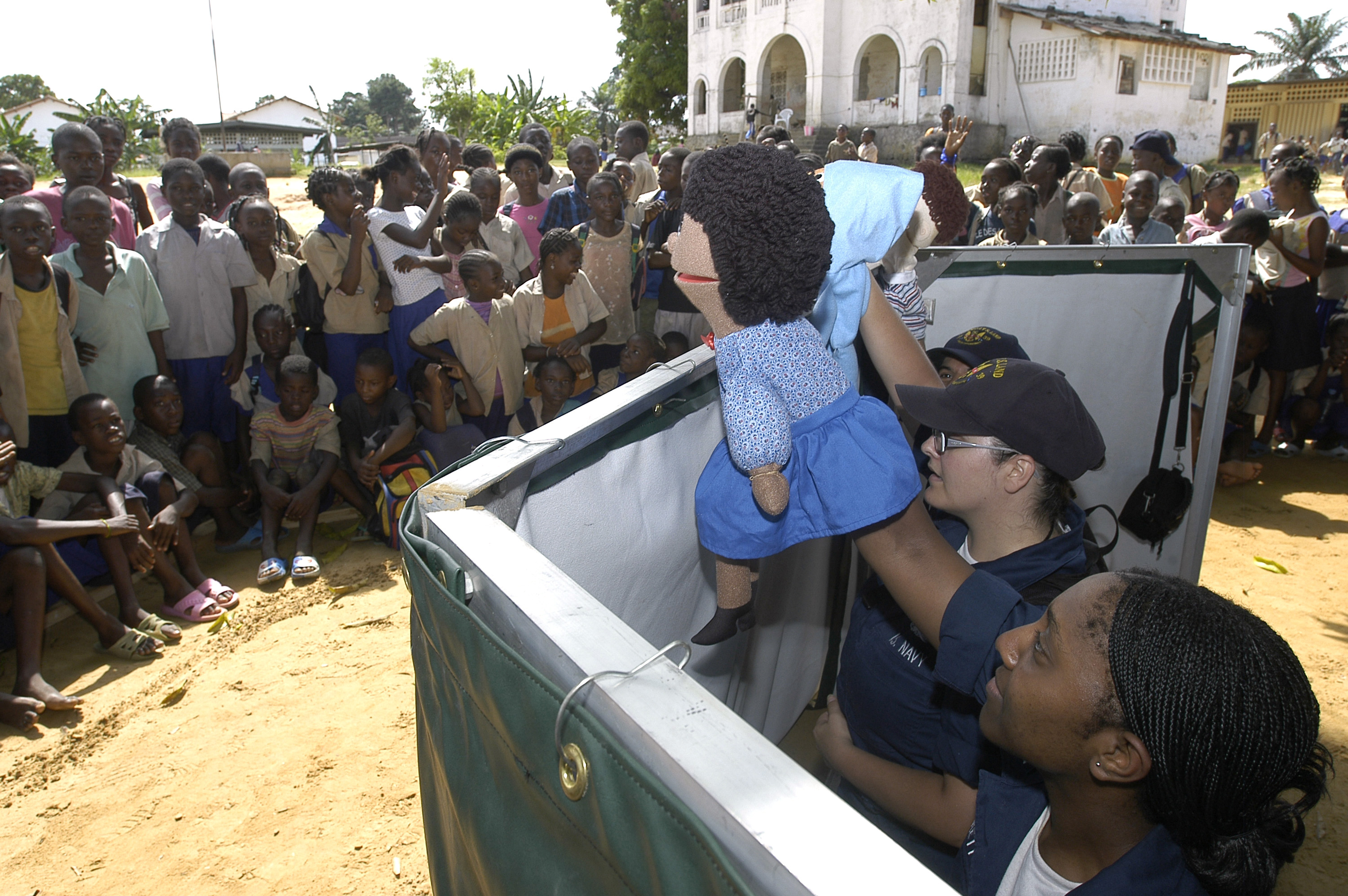
Spectacle de marionnettes avec le bâtiment principal au second plan.